# Floridatragulus
Genre
Floridatragulus est un genre fossile d’herbivores terrestres de la famille des Camelidae endémique de l’Amérique du Nord pendant le Miocène de – 20,6 à – 15,9 millions d’années, existant pendant une période de presque 4,7 millions d’années.

## Liste des espèces
- † Floridatragulus dolichanthereus White, 1940
- † Floridatragulus hesperus Patton, 1969
- † Floridatragulus nanus Patton, 1969
- † Floridatragulus texanus Patton, 1969

## Référence
- (en) White, 1940 : New Miocene vertebrates from Florida. Proceedings of the New England Zoölogical Club, vol. 18, p. 31-38.